# David Brandes
David Brandes (Bazel, 9 december 1968) is een Duitse songwriter en producer van Zwitserse afkomst.
Brandes heeft geschreven voor vele artiesten zoals E-rotic, Bad Boys Blue, Chris Norman en Vanilla Ninja. Hij had ook twee hits in 1994 in Europa, met "Heartbreak Angel" en "Heartless Dancer".
In 2005 geraakte Brandes betrokken in een schandaal toen bekend raakte dat hij duizenden van zijn eigen cd's (van onder andere Gracia, Vanilla Ninja en Virus Incorporation) had opgekocht om zo de hitlijsten te beïnvloeden. In tegenstelling tot Vanilla Ninja besliste Gracia om haar samenwerking met Brandes voort te zetten. Alle artiesten geproduceerd door Brandes werden voor drie maanden uit de Duitse Top 100 geweerd.
Brandes schreef twee nummers die deelnamen aan het Eurovisiesongfestival in 2005, Gracia met Run & hide voor Duitsland en Vanilla Ninja met Cool Vibes voor Zwitserland.
- Bibsys: 14033559
- Gemeinsame Normdatei: 134710088
- International Standard Name Identifier: 0000 0000 7269 695X
- Library of Congress Control Number: nr97045523
- MusicBrainz: 659c0696-4b5c-48cf-b91e-76cbe30b168d
- Nationale Bibliotheek van Israël: 987007337436905171
- Nederlandse Thesaurus van Auteursnamen: 10004803X
- Virtual International Authority File: 102485198
- WorldCat: E39PBJqQDdVVFdBVHWtmh4dmh3